# Barkowo (Gryfice)
Barkowo (deutsch Barckow) ist ein Dorf im Powiat Gryficki der polnischen Woiwodschaft Westpommern.

## Geographische Lage
Das Dorf liegt in Hinterpommern und liegt etwa acht Kilometer südlich von Gryfice (Greifenberg in Pommern). Des Weiteren liegt das Dorf am Fluss Rega, welche westlich zu einem Stausee aufgestaut wird.

## Geschichte
Der Name des Dorfes wurde das erste Mal 1277 erwähnt. Träger des Namens war Johann von Barkow, welcher ein Vasall von Dubislaw von Woedtke, dem Besitzer von Plathe, war. 1478 war das Dorf, damals noch als Rittergut bezeichnet, im Besitz von Otto von der Osten. Kurz darauf, im Jahre 1480, war es im Besitz von dem Grafen von Eberstein. Am 7. Juli 1600 wurde das Rittergut an Döring von Heydebreck verkauft. Am 18. November 1698 wurde das Rittergut an Mitglieder der Familie Lepel verlehnt. Der Generalmajor Otto Gustav von Lepel verkaufte das Gut am 6. Februar 1710 an Johann August von Koven. Dieser vererbte das Gut an seine Söhne Johann Karl von Koven und Karl Friedrich von Koven. Diese verkauften das Rittergut am 26. August 1730 und traten ihr Lehnsrecht am 7. und 8. Dezember 1744 und am 15. Oktober 1746 an Karl Ernst von Strantz ab. Im Frühjahr 1836 verkaufte August Joseph Wilhelm von Strantz, Enkelsohn von Karl Ernst von Strantz, das Rittergut an den Herrn von Greese. 1850 erwarb Hartwig von Bülow das Rittergut.
Im Jahre 1883 kaufte Oskar von Normann das Rittergut Barckow von seinem Schwiegervater Hartwig von Bülow ab. Das Reichstagsmitglied, Oberstleutnant Oskar von Normann-Barkow, vererbte das Rittergut an seinen Sohn Hans von Normann, welcher jedoch 1918 kinderlos verstarb. Daraufhin erbte Hans Normanns jüngerer Bruder Philipp von Normann-Barkow das Rittergut, geboren 1887 in Barkow und später Offizier a. D., welcher im Mai 1945 an Ruhr im Speziallager Schwiebus verstarb, nachdem er dorthin verschleppt wurde. Die Angehörigen von Philipp von Normann, seine Frau Käthe von Schulz und die drei Kinder, erhielten Entschädigungen von der Bundesregierung. Nach der letzten Erhebung des vormals amtlich publizierten Güter-Adressbuch Pommern betrug die Größe des Gutes Barkow 610 ha.
Bis 1945 gehörte Barckow zum Amtsbezirk Trieglaff im Landkreis Greifenberg i. Pom., wo sich auch das Standesamt befand. Des Weiteren gehörte Barckow zur evangelischen Kirche in Batzwitz.

## Persönlichkeiten

### Söhne und Töchter des Ortes
- Friedrich Ferdinand von Strantz (1741–1793), preußischer Major und Ritter des Pour le Mérite

### Mit dem Ort verbunden
- Oskar von Normann (1844–1912), deutscher Politiker, Barkower Gutsbesitzer